# Ignác Šustala

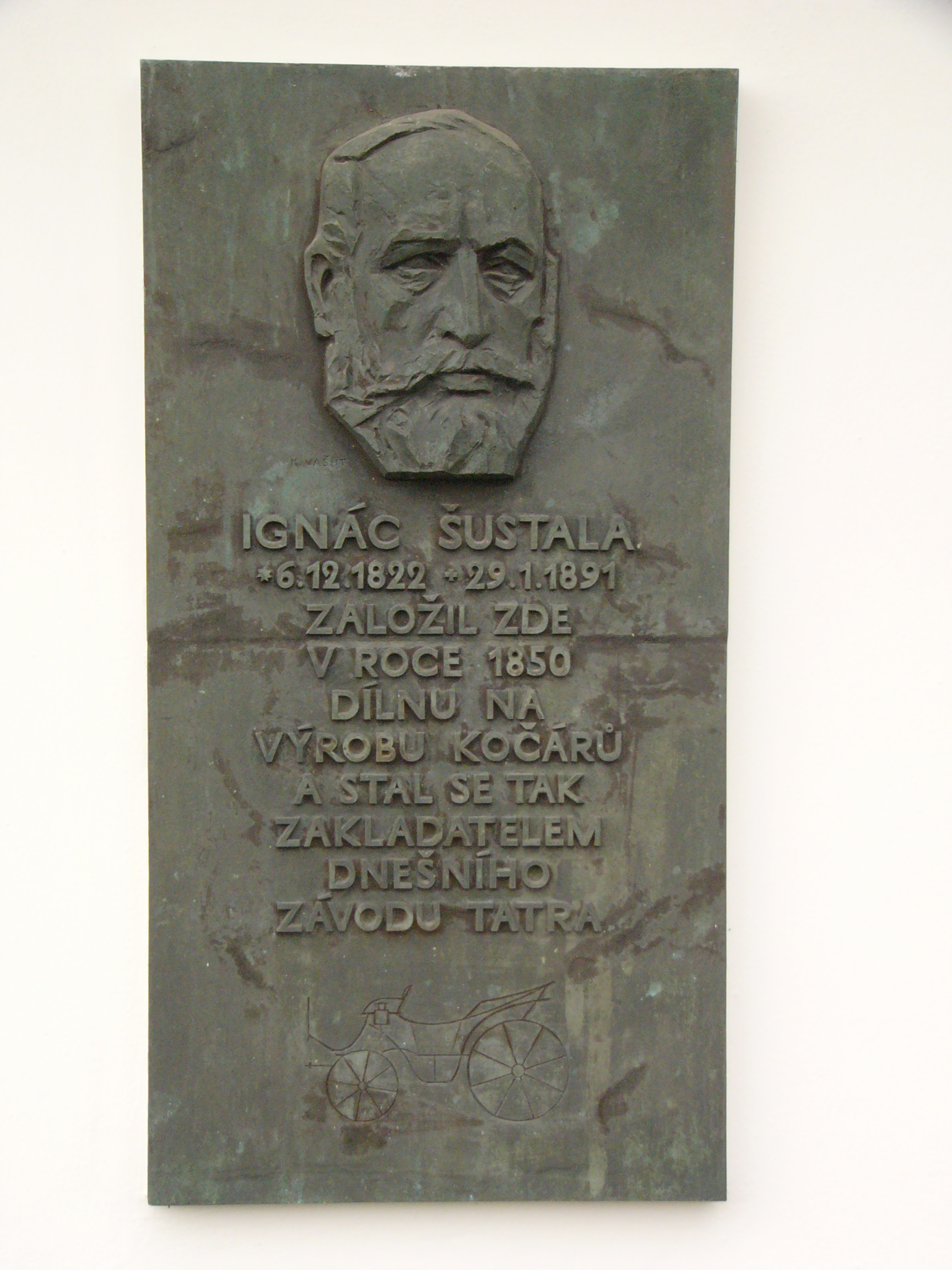
Ignac Sustala, minnesplaket utanför museet Fojství i Kopřivnice

Ignác Šustala, även kallad Ignác Šustala den äldre född 6 december 1822, död 29 januari 1891, grundade företaget Nesseldorfer Wagenbau-Fabriks-Gesellschaft 1853 i Mähren i dåvarande Österrike-Ungern. Företaget fick då namnet Kutschenfabrik Ignaz Schustala & Comp. Man tillverkade i början olika vagnar och droskor, och övergick sedan till motordrivna fordon. Företaget bytte 1923 namn till Tatra.

## Biografi
Ignác Šustala (tysk stavning Ignaz Schustala) kom från en bondefamilj och blev tidigt föräldralös. Han fick fyra söner: Johann (1854–1899), Josef (1858–1940), Ignaz (1862–1914) och Adolf (1855–1921). Ignaz Šustala kallad Ignác Šustala den yngre var VD på företaget från mitten av 1890-talet till sin död 1914 och Adolf (1855–1921) var sedan VD från 1914 till sin död 1921.
Ignác Šustala gick i lära i Koloredow utanför Mistek och blev vagnbyggare, lackerare och skräddare. Efter lärotiden gick han på så kallade Wanderschaft där han arbetade i olika verkstäder, bland annat hos Philipp Koller i Wien (1844-1850) innan han flyttade till Nesselsdorf. 
Tillsammans med Adolf Raschka grundade han företaget Kutschenfabrik Ignaz Schustala & Comp. Man tillverkade i början olika vagnar och droskor, och övergick sedan till motordrivna fordon. Bland kunderna återfanns det preussiska hovet och man exporterade även till Ryssland och Galizien i nuvarande Polen. Verksamheten växte och man öppnade upp fabriker i Wien, Prag och Berlin. När järnvägen anslöts till Nesselsdorf 1881 började man även tillverka järnvägsvagnar och senare spårvagnar. Senare tog man namnet Nesseldorfer Wagenbau-Fabriks-Gesellschaft som i sin tur blev Tatra 1923.